# Mini (BMW)
 For alternative betydninger, se Mini. (Se også artikler, som begynder med Mini)
 Denne artikel omhandler den nye Mini fra 2001. For den klassiske Mini fra 1959, se Mini (bil).
Mini (stylet som MINI) er et britisk bilmærke ejet af BMW. Bilmærket har specialiseret sig i små biler.

## Mærkehistorie
Mini var oprindeligt en specifik bilmodel, en lille bil kendt som Morris Mini og som Austin Seven, fremstillet af British Motor Corporation i 1959, og udviklet som et mærke med en række mindre biler inklusiv Clubman, Morris Mini Traveller og Mini Moke. Den originale todørs Mini fortsatte i produktion indtil år 2000. Udviklingen af en efterfølger begyndte i 1995 og den nye generation af Mini blev lanceret i 2001. Mini's produktportefølje er siden udvidet fra den todørs Mini til Mini Hardtop og senere til Mini Clubman (stationcar), Mini Convertible og Mini Countryman (SUV).
Mini var oprindeligt en bilmodel fra British Motor Corporation som i 1966 blev en del af British Motor Holdings. British Motor Holdings fusionerede med Leyland Motors i 1968 og blev til British Leyland. Mini blev til et selvstændigt mærke i 1969. I 1980'erne blev British Leyland opsplittet og Mini blev i 1988 ligesom Rover Group opkøbt af British Aerospace. I 1994 blev Rover Group så opkøbt af BMW. I år 2000 opsplittede BMW Rover Group, således at BMW beholdte Mini-mærket.
Mini bygges på den gamle Morris-fabrik Cowley i Oxford. Frem til dette tidspunkt blev Rover 75 bygget der, inden dens produktion blev flyttet til Longbridge ved Birmingham. Fabrikken blev ved den lejlighed omdøbt til BMW Works Oxford og moderniseret til produktionen af den aktuelle Mini.

## Modelhistorie
De nye Minier har forskellige interne betegnelser, som kan sammenlignes med "E-numrene" fra BMW og er opbygget som Rovers udviklingskoder (f.eks. Rover 75 = R40):
- R50 Mini One, One D og Cooper. Produktion 2001 − august 2006
- R52 Mini Cabrio (One, Cooper og Cooper S). Produktion 2004 − august 2008
- R53 Mini Cooper S. Produktion 2002 − august 2006
- R55 Mini Clubman: Stationcarudgave med Shooting Brake-stilelementer
- R56 Anden generation, tredørs hatchback-modeller
  - Mini Cooper, Cooper D, Cooper S, Cooper SD og JCW: Produktion siden september 2006, introduktion 18. november 2006
  - Mini One og One D: Produktion siden april 2007
- R57 Mini Cabrio anden generation (One, One D, Cooper, Cooper D, Cooper S, Cooper SD og JCW)
- R58 Mini Coupé (Cooper, Cooper S, Cooper SD og JCW): Topersoners, JCW Coupé er med en topfart på 240 km/t den hurtigste Mini godkendt til brug på offentlig vej
- R59 Mini Roadster (Cooper, Cooper S, Cooper SD og JCW): Topersoners cabriolet
- R60 Mini Countryman (One, One D, Cooper, Cooper D, Cooper S og Cooper SD; Cooper D, Cooper S og Cooper SD findes også med firehjulstræk): SUV-version

### Mini (2001−2006)
Den nye Mini fandtes i forskellige udstyrs- og designvarianter: Som Mini One D (55 kW/75 hk) ("D" for diesel), hvis motor kom fra Toyota Yaris. På benzinsiden fandtes Mini som One (66 kW/90 hk), Cooper (85 kW/116 hk) og Cooper S (125 kW/170 hk med kompressor). De tre 1,6-liters benzinmotorer kom fra Tritec, et joint venture med Chrysler, og blev fremstillet i Brasilien.
Mini har et anden kabinekoncept end sit forbillede. Med 3,64 m er den tydeligt længere. Den originale Mini var konstrueret som en bil til folk med få penge og lidt plads. Dermed var hjulene meget små, så de ikke ragede ret meget ind i kabinen.
Den nye Mini fra BMW er derimod konstrueret som en sportslig livsstilsbil med gokartlignende køreegenskaber.

#### Modeller og særlige kendetegn
De enkelte versioner adskiller sig gennem ydre kendetegn. Mini One og Mini One D havde tag lakeret i bilens farve og lamellerne i kølergrillen og sidespejlene i sort. Mini One D havde derudover fortsat de "gamle" front- og hækskørter, som frem til faceliftet i sommeren 2004 også sad på Mini One og Mini Cooper. På Mini Cooper kunne taget både fås i bilens farve, samt i sort eller hvid. Kølergrillen var forkromet.
Cooper S havde kølergrill i bilens farve, et separat luftindtag, et centreret udstødningsrør med to rør og andre front- og hækskørter. Derudover adskilte sig gennem en anden motor og mere udstyr. I august 2004 fik modelserien et facelift og blev udvidet med en cabrioletversion.

#### Mini Cabrio
Mini Cabrio blev præsenteret på Geneve Motor Show 2004. Cabrio er forsynet med en fuldautomatisk stofkaleche, som ligesom et soltag både kan åbnes helt eller delvist. Bagklappen klappes ned ligesom på en pickup. Bagruden er af glas og forsynet med varme. Mini Cabrio fandtes som One, Cooper og Cooper S.

#### Specialmodeller
Fra september 2005 kunne tuningskittet fra John Cooper Works (JCW) også fås fra fabrikken til Mini Cooper S. Indtil da kunne JCW-kittet kun fås som eftermonteret tilbehør. Kittet omfattede udover en effektstigning gennem en modificeret kompressor til 154 kW (210 hk) også et mekanisk spærredifferentiale og et modificeret bremsesystem.
Siden oktober 2005 findes tre specialmodeller af Mini på markedet:
- Mini Seven
- Mini Park Lane
- Mini Checkmate

Specialmodellerne rådede hver især over en individuel udstyrspakke, hvorved meget ekstraudstyr blev standard på disse, hvor det til den normale Mini kun kunne fås mod merpris.
Specialmodellerne fandtes alt efter version med alle motorvarianter. Modellerne kunne udefra kendes som specialmodeller gennem deres tilsvarende betegnelser. I 2007 introduceredes specialmodellen Sidewalk af Mini Cabrio.
I maj 2006 kom den til 2000 biler begrænsede, topersoners specialmodel Mini Cooper S med JCW GP-kit. Modellen var udstyret med specielle fælge, front- og hækskørter, Recaro-sportssæder og spoiler, som delvist var lavet af carbon, og en Mini Cooper-S motor tunet til 160 kW (218 hk). Denne model fandtes kun i én udstyrsvariant, "thunderblue metallic"-farvet karrosseri, tag i "pure-silver" og sidespejle i "chili-red".

#### Tekniske specifikationer
| Model                        | Cylindre | Ventiler | Slagvolume cm³ | Max. effekt kW (hk) / omdr. | Max. drejningsmoment Nm / omdr. | Byggeår     |
| ---------------------------- | -------- | -------- | -------------- | --------------------------- | ------------------------------- | ----------- |
| Benzinmotorer                |          |          |                |                             |                                 |             |
| Mini One                     | 4        | 16       | 1598           | 66 (90) / 5500              | 140 / 3000                      | 2001 − 2006 |
| Mini Cooper                  | 4        | 16       | 1598           | 85 (116) / 6000             | 149 / 4500                      | 2001 − 2006 |
| Mini Cooper S                | 4        | 16       | 1598           | 120 (163) / 6000            | 210 / 4000                      | 2002 − 2004 |
| Mini Cooper S                | 4        | 16       | 1598           | 125 (170) / 6000            | 220 / 4000                      | 2004 − 2006 |
| Mini Cooper S JCW            | 4        | 16       | 1598           | 154 (210) / 6950            | 245 / 4500                      | 2005 − 2006 |
| Mini Cooper S JCW med GP-kit | 4        | 16       | 1598           | 160 (218) / 7100            | 250 / 4600                      | 2006        |
| Dieselmotorer                |          |          |                |                             |                                 |             |
| Mini One D                   | 4        | 8        | 1364           | 55 (75) / 4000              | 180 / 2000                      | 2003 − 2005 |
| Mini One D                   | 4        | 8        | 1364           | 65 (88) / 4000              | 190 / 1800                      | 2005 − 2006 |

### Mini (2006−)
Den 18. november 2006 kom den anden generation af Mini ud til forhandlerne. Mini blev optimeret for bedre fodgængerbeskyttelse, derfor blev motorhjelmen længere og højere. For at bibeholde Minis proportioner blev der monteret et ca. 10 cm bredt kunststofbånd foran den klassisk stejlende forrude.
Mini startede i 2006 med modellerne:
- Mini Cooper (88 kW/120 hk)
- Mini Cooper S (128 kW/174 hk)

I starten af 2007 kom der to nye modeller:
- Mini One (70 kW/95 hk)
- Mini Cooper D (80 kW/109 hk)

I november 2007 kom tre modeller til:
- Mini Cooper Clubman (88 kW/120 hk)
- Mini Cooper S Clubman (128 kW/174 hk)
- Mini Cooper D Clubman (80 kW/109 hk)

I august 2008 kom to yderligere modeller til:
- Mini John Cooper Works (155 kW/211 hk)
- Mini John Cooper Works Clubman (155 kW/211 hk)

En ny basismodel fulgte i starten af 2009 med:
- Mini One (55 kW) (55 kW/75 hk)

I foråret 2009 fulgte en ny Cabrio med tre modeller:
- Mini Cooper Cabriolet (88 kW/120 hk)
- Mini Cooper S Cabriolet (128 kW/174 hk)
- Mini John Cooper Works Cabriolet (155 kW/211 hk)

Og endnu en model fulgte i april 2011:
- Mini Cooper SD (105 kW/143 hk)

#### Nyheder
De største nyheder var under motorhjelmen: De i samarbejde med PSA Peugeot Citroën udviklede motorer bruger mindre brændstof. Dertil bruger Cooper S en turbolader. Motoren vandt fem gange efter hinanden (2007 til 2011) prisen Engine of the year i sin klasse.
Udstyrslisten blev udvidet, så der for første gang blev tilbudt en variabel kabinebelysning Ambilight, hvor dørelementerne belyses diskret med farvet, indirekte lys. I kabinen kan køberen vælge mellem ni forskellige stof-, stof/læder- og læderindtræk. Derudover kan bilen udstyres med fem forskellige interiøroverflader. Klimaanlæg og sikkerhedsudstyr (ASC+T og DSC 3) er dog ikke standard, men derimod indeholdt i to forskellige udstyrspakker. Armlænene og knælisten fås i fem forskellige farver.
Fire forskellige Versioner (One Minimalist 55 kW, One Minimalist 72 kW, One D og Cooper D) fås fra modelår 2008 med BMW EfficientDynamics under den mærkespecifikke betegnelse MINIMALISM. Det indeholder start/stop-system (i forbindelse med manuel gearkasse), gearskifteindikator, bremseenergigenvinding, aluminiumskomponenter og let undervogn. Derved kan forbrug og emissioner efter fabrikantens angivelser reduceres med op til 20 procent.

#### Mini Clubman
I september 2007 blev Mini Clubman præsenteret på Frankfurt Motor Show. Modellen har rødder tilbage til prototypen Mini Traveller præsenteret på Frankfurt Motor Show 2005. "Clubman" er 24 cm længere end basismodellen og har en 8 cm længere akselafstand. Frem til B-søjlen er Mini "Shooting Brake" identisk med de andre modeller.
Karakteristisk for Mini Clubman er "Clubdøren" på passagersiden (som letter indstigning til bagsædet) og den tofløjede bagdør "Splitdoor". Med et bagagerumsvolume på 260 til 930 liter har Clubman mere bagageplads end den normale Mini (160−680 liter), Cabrio (125/170/660 liter) og Coupé (280 liter); modellen overgås herved kun af Countryman (350−1170 liter). Derudover kan bagsædet klappes frem helt eller delvist. Modellen kan også fås med helt fladt bagagerumsgulv. Mini Clubman har som standard seks airbags og fås i over 40 forskellige udvendige farver.
Clubman Hampton (Cooper / Cooper D / Cooper S / Cooper SD), opkaldt efter bydelen i London, er den første limiterede model fra den nye designlinje Mini yours.
- Karrosserifarver: Reef Blue Metallic, Eclipse Grey Metallic, Midnight Black Metallic, Pepper White
- Farver på tag og C-søjle: Jet Black, Pure Silver Metallic
- Alufælge: Twin Spoke (17 tommer) i sort eller sølv

#### Mini Cabrio
Anden generation af Mini Cabrio kom på markedet i foråret 2009.

#### Mini Roadster
Mini Roadster er cabrioletudgaven af Mini Coupé, introduceret i starten af 2012. I modsætning til Mini Cabriolet har Mini Roadster kun to siddepladser med en standardmonteret manuel kaleche (elektrisk fås som tilbehør mod merpris). Modellen findes med 1,6-liters benzin- og 2,0-liters dieselmotorer. Motorernes effekt begynder med indstigningsmodellens 122 hk og slutter med den stærkste models 211 hk.

#### Tekniske specifikationer

##### Mini
| Model                  | Cylindre | Ventiler | Slagvolume cm³ | Max. effekt kW (hk) / omdr. | Max. drejningsmoment Nm / omdr. | 0-100 km/t sek. | Topfart km/t | Byggeår     |
| ---------------------- | -------- | -------- | -------------- | --------------------------- | ------------------------------- | --------------- | ------------ | ----------- |
| Benzinmotorer          |          |          |                |                             |                                 |                 |              |             |
| Mini One (55 kW)       | 4        | 16       | 1397           | 55 (75) / 4500              | 120 / 2500                      | 13,2            | 175          | 2009 −      |
| Mini One (55 kW)       | 4        | 16       | 1598           | 55 (75) / 6000              | 140 / 2250                      | 13,2            | 175          |             |
| Mini One               | 4        | 16       | 1397           | 70 (95) / 6000              | 140 / 4000                      | 10,9            | 185          | 2007 − 2010 |
| Mini One               | 4        | 16       | 1598           | 72 (98) / 6000              | 153 / 3000                      | 10,5            | 186          | 2010 −      |
| Mini Cooper            | 4        | 16       | 1598           | 88 (120) / 6000             | 160 / 4250                      | 9,1             | 203          | 2006 − 2010 |
| Mini Cooper            | 4        | 16       | 1598           | 90 (122) / 6000             | 160 / 4250                      | 9,1             | 203          | 2010 −      |
| Mini Cooper S          | 4        | 16       | 1598           | 128 (174) / 5500            | 240 / 1600 − 5000               | 7,1             | 225          | 2006 − 2010 |
| Mini Cooper S          | 4        | 16       | 1598           | 134 (182) / 5500            | 240 / 1600 − 5000               | 7,0             | 228          | 2010 −      |
| Mini John Cooper Works | 4        | 16       | 1598           | 155 (211) / 6000            | 260 / 1850 − 5700               | 6,5             | 238          | 2008 −      |
| Dieselmotorer          |          |          |                |                             |                                 |                 |              |             |
| Mini One D             | 4        | 16       | 1560           | 66 (90) / 4000              | 215 / 1750 − 2000               | 11,5            | 182          | 2009 − 2011 |
| Mini One D             | 4        | 16       | 1598           | 66 (90) / 4000              | 215 / 1750 − 2500               | 11,4            | 184          | 2011 −      |
| Mini Cooper D          | 4        | 16       | 1560           | 80 (109) / 4000             | 240 / 1750 − 2000               | 9,9             | 195          | 2007 − 2011 |
| Mini Cooper D          | 4        | 16       | 1598           | 82 (112) / 4000             | 270 / 1750 − 2250               | 9,7             | 197          | 2011 −      |
| Mini Cooper SD         | 4        | 16       | 1995           | 105 (143) / 4000            | 305 / 1750 − 2700               | 8,1             | 215          | 2011 −      |

##### Mini Cabrio
| Model                         | Cylindre | Ventiler | Slagvolume cm³ | Max. effekt kW (hk) / omdr. | Max. drejningsmoment Nm / omdr. | 0-100 km/t sek. | Topfart km/t | Byggeår |
| ----------------------------- | -------- | -------- | -------------- | --------------------------- | ------------------------------- | --------------- | ------------ | ------- |
| Benzinmotorer                 |          |          |                |                             |                                 |                 |              |         |
| Mini One Cabrio               | 4        | 16       | 1598           | 66 (90) / 5500              | 140 / 3000                      | 11,8            | 175          | − 2009  |
| Mini One Cabrio               | 4        | 16       | 1598           | 72 (98) / 6000              | 153 / 3000                      | 11,3            | 181          | 2010 −  |
| Mini Cooper Cabrio            | 4        | 16       | 1598           | 88 (120) / 6000             | 160 / 4250                      | 9,8             | 198          | − 2009  |
| Mini Cooper Cabrio            | 4        | 16       | 1598           | 90 (122) / 6000             | 160 / 4250                      | 9,8             | 198          | 2010 −  |
| Mini Cooper S Cabrio          | 4        | 16       | 1598           | 128 (174) / 5500            | 240 / 1600 − 5000               | 7,4             | 222          | − 2009  |
| Mini Cooper S Cabrio          | 4        | 16       | 1598           | 135 (184) / 5500            | 240 / 1600 − 5000               | 7,3             | 225          | 2010 −  |
| Mini John Cooper Works Cabrio | 4        | 16       | 1598           | 155 (211) / 6000            | 240 / 1600 − 5000               | 6,9             | 235          | 2010 −  |
| Dieselmotorer                 |          |          |                |                             |                                 |                 |              |         |
| Mini Cooper D Cabrio          | 4        | 16       | 1598           | 82 (112) / 4000             | 270 / 1750 − 2250               | 10,3            | 194          | 2011 −  |
| Mini Cooper SD Cabrio         | 4        | 16       | 1995           | 105 (143) / 4000            | 305 / 1750 − 2700               | 8,7             | 210          | 2011 −  |

##### Mini Clubman
| Model                  | Cylindre | Ventiler | Slagvolume cm³ | Max. effekt kW (hk) / omdr. | Max. drejningsmoment Nm / omdr. | 0-100 km/t sek. | Topfart km/t | Byggeår     |
| ---------------------- | -------- | -------- | -------------- | --------------------------- | ------------------------------- | --------------- | ------------ | ----------- |
| Benzinmotorer          |          |          |                |                             |                                 |                 |              |             |
| Mini One Clubman       | 4        | 16       | 1397           | 70 (95) / 6000              | 140 / 4000                      | 11,6            | 183          | 2009 − 2010 |
| Mini One Clubman       | 4        | 16       | 1598           | 72 (98) / 6000              | 153 / 3000                      | 11,1            | 185          | 2010 −      |
| Mini Cooper Clubman    | 4        | 16       | 1598           | 88 (120) / 6000             | 160 / 4250                      | 9,8             | 201          | 2007 − 2010 |
| Mini Cooper Clubman    | 4        | 16       | 1598           | 90 (122) / 6000             | 160 / 4250                      | 9,8             | 201          | 2010 −      |
| Mini Cooper S Clubman  | 4        | 16       | 1598           | 128 (174) / 5500            | 240 / 1600 − 5000               | 7,6             | 224          | 2007 − 2010 |
| Mini Cooper S Clubman  | 4        | 16       | 1598           | 135 (184) / 5500            | 240 / 1600 − 5000               | 7,5             | 227          | 2010 −      |
| Dieselmotorer          |          |          |                |                             |                                 |                 |              |             |
| Mini One D Clubman     | 4        | 16       | 1598           | 66 (90) / 4000              | 215 / 1750 − 2500               | 11,8            | 182          | 2011 −      |
| Mini Cooper D Clubman  | 4        | 16       | 1560           | 80 (109) / 4000             | 240 / 1750 − 2000               | 10,4            | 193          | 2007 − 2011 |
| Mini Cooper D Clubman  | 4        | 16       | 1598           | 82 (112) / 4000             | 270 / 1750 − 2250               | 10,2            | 197          | 2011 −      |
| Mini Cooper SD Clubman | 4        | 16       | 1995           | 105 (143) / 4000            | 305 / 1750 − 2700               | 8,6             | 215          | 2011 −      |